# Saxifraga cadevallii
Saxifraga cadevallii är en stenbräckeväxtart som beskrevs av Luizet och Soulie. Saxifraga cadevallii ingår i Bräckesläktet som ingår i familjen stenbräckeväxter. Inga underarter finns listade i Catalogue of Life.